# Bob Esponja: El vengador amarillo
Bob Esponja: El Vengador Amarillo (en inglés SpongeBob SquarePants: The Yellow Avenger) es un videojuego de aventuras y plataformas protagonizado por Bob Esponja. El juego ha sido desarrollado por bob esponja en este juego es LEL Tantalus Interactive y publicado por THQ para Nintendo DS a finales de 2005 y para PlayStation Portable en 2006.